# جان ديريو
جان ديريُو Jeanne Desrayaux (ت. 1332 هـ / 1914 م) هي مستعربة، فرنسية الأصل، من الكاتبات بالعربية، من أهل الجزائر.
كانت تعرف في كتاباتها باسم «جمانة رياض» أو «فاطمة الزهراء». حازت على الجائزة الأولى في آداب اللغة العربية عام 1911 م بين طلبة مدرسة اللغات الشرقية الحية بباريس.
قال صاحب تاريخ الصحافة العربية:«هي منشئة باكورة المجلات العربية في عاصمة الجزائر، أصدرت مجلة «الإحياء» سنة 1907» ثم قال:«ولدينا من آثارها رسائل شتى مكتوبة بخطها المغربي الجميل». توفيت بالجزائر.